# Sophie Weber
Maria Sophie Weber (1763-1846) foi uma cantora austríaca dos séculos XVIII e XIX. Era a irmã pequena da esposa de Wolfgang Amadeus Mozart, Constanze, e recorda-lha principalmente pelo depoimento que deixou com respeito à vida e morte de sua cunhado. 

## Vida
Nasceu no seio de uma família dedicada à música. Era a menor de quatro irmãs, todas elas receberam classes de canto. Dois delas conseguiram fama profissional: a maior, Josepha Weber; e a segunda maior, Aloysia Weber. Sua mãe era Cäcilia Weber. Transladou-se com a sua família, primeiro a Munique, e depois a Viena, seguindo a carreira de sucesso de Aloysia. Sophie também cantou no Burgtheater durante a temporada de 1780-1781, mas parece ser que não conseguiu grande sucesso como cantor no longo prazo.
Quando Mozart se transladou a Viena em 1781 e se hospedou por um tempo com a família Weber, se diz que namoriscou tanto com Sophie como com Constanze (a quem ao final cortejou e se acabou casando com ela). O incompleto Allegro de uma sonata para piano em se bemol maior (KV 400), escrito por Mozart por essa época, contém (em palavras de W. Dean Sutcliffe) "um fragmento melódico em sol menor, com os nomes de Sophie e Costanze [sic] Weber inscritos sobre um par de suspiros prolongados". Numa carta de 15 de dezembro de 1781, Mozart descreveu a Sophie como "de boa natureza, mas com o coração como uma pluma" Em 1782, quando Mozart e Constanze se casaram, ela foi a única irmã Weber que assistiu à cerimónia.
Em dezembro de 1791, quando Mozart faleceu, Sophie tinha 28 anos, e era a única filha da família que ainda não se tinha casado. Vivia com Cäcilia, mas visitou com frequência a casa dos Mozart ao longo da breve, mas gastadora doença do compositor, e ajudou a Constanze em seus cuidados para seu agonizante esposo. 
Casou-se a 7 de janeiro de 1807 em Djakovar, Slavônia (hoje chamada Đakovo, na Croácia), com Jakob Haibel (1762-1826), um cantor tenor, actor, e compositor que foi autor de vários sucessos Singspiel, que foram representados muitas vezes pelo grupo teatral de Emanuel Schikaneder. Haibel, de quem se diz que abandonou a sua primeira esposa em 1804 para juntar-se com Sophie na Croácia, era director do coro da catedral de Djakovar. Depois da morte de Haibel, em 1826, Sophie transladou-se a Salzburgo, onde vivia Constanze, enviuvada pela segunda vez. Em 1831 uniu-se-lhes sua irmã Aloysia (Josepha tinha morrido em 1819), também viúva, quem morreu em 1839. As duas irmãs menores seguiram vivendo juntas até a morte de Constanze, em 1842.
Sophie sobreviveu por dois anos ao seu sobrinho mais jovem, Franz Xaver Wolfgang Mozart, e morreu em Salzburgo em 1846, com 83 anos.

## Lembranças de Mozart
As lembranças de Sophie referentes a Mozart e a sua morte, descritos pelo autor do dicionário Grove como "comoventes", provem de uma carta que lhe escreveu ao segundo marido de Constanze, Georg Nikolaus von Nissen, com o propósito de proporcionar ajuda para a biografia de Mozart que Nissen e Constanze estavam a preparar. Também foi entrevistada por Vincent Novello e Mary Novello (de solteira Mary Cowden Clarke) em 1829 durante a viagem que empreenderam para reunir informação sobre Mozart. Para alguns das suas lembranças, ver Morte de Wolfgang Amadeus Mozart.

## nota
- Este artigo foi inicialmente traduzido, total ou parcialmente, do artigo da Wikipédia em inglês cujo título é «Sophie Weber».